# Amt Volkach
Das fürstbischöfliche Amt Volkach war eine Verwaltungseinheit im mittelalterlichen und frühneuzeitlichen Hochstift Würzburg. Es bestand zwischen dem 16. Jahrhundert und 1804. Zuvor hatte das Amt zwischen 1230 und etwa 1540 seinen Sitz auf der bei Volkach gelegenen Burg Hallburg und wurde auch Amt Hallburg genannt.

## Geschichte
Die Geschichte des Amtes ist eng mit der Geschichte der umliegenden Mainschleife verbunden. Seinen Ursprung hatte es im sogenannten Sühnevertrag, der zwischen den Grafen zu Castell und dem Hochstift Würzburg am 18. Januar 1230 geschlossen wurde. Graf Rupert II. hatte seinen Lehnsherren Hermann I. von Lobdeburg, Bischof von Würzburg, befehdet. Nach seiner Niederlage trat Rupert die Burg Hallburg an das Bistum ab und erhielt sie als Stiftslehen zurück.
Der Bischof richtete auf der neuerworbenen Burg ein Amt ein und übertrug es zunächst den Grafen zu Castell. Die Hallburg lag strategisch günstig an der Volkacher Mainschleife und beherrschte die Landschaft am Rande des bischöflichen Einflussbereichs. Heinrich von Hohenlohe, zu Beginn des 14. Jahrhunderts Lehensträger der Burg, erhob den ersten Mainzoll an seiner Befestigung. Diesen Anteil am Zoll verkaufte er 1328 an den Würzburger Bischof.
Durch weiteren Ankauf der Rechte, die an die Burg geknüpft waren, forcierte Bischof Otto II. von Wolfskeel seinen Einfluss auf die Burg und das mit ihr verbundene Amt. Im Jahr 1342 waren zwei Drittel des Mainzolls in der Hand des Bischofs. Fortan setzte der Würzburger Souverän einen Amtmann ein, der die grundherrlichen Rechte, die mit der Burg verbunden waren, im nahen Dorf Sommerach und in Volkach vertreten sollte. Als erster Amtmann ist 1345 Thein von Lichtenstein überliefert.
Bald darauf musste das Amt jedoch verpfändet werden, da es das Hochstift finanziell zu hoch belastete. Am 24. Februar 1356 erhielten die castellischen Ministerialen Konrad, Erkinger und Stephan Zollner das Amt gegen eine Geldzahlung. Der Bischof musste ihnen als Zins jedes Jahr 75 Pfund Heller übertragen. Die Zollner von der Hallburg, wie sie sich auch nannten, hatten nun bis ins 16. Jahrhundert den Posten des Amtmannes inne.
Nachdem im Jahr 1520 die bisher geteilte Stadtherrschaft über Volkach – einen Teil hatten Adelsgeschlechter aus Franken, den anderen Teil die Würzburger Bischöfe inne – unter dem Hochstift geeint worden war, wollte Bischof Konrad II. von Thüngen auch das Amt in die Stadt verlegen. Dies geschah jedoch erst unter seinem Nachfolger Konrad von Bibra. 1542 wurde der Amtssitz von der Burg am Main in die Stadt transferiert. Das nahe Obervolkach wurde außerdem dem Amt zugesprochen.
Nach der Wahl des Julius Echter von Mespelbrunn zum Würzburger Bischof, erfuhr das Amt eine neuerliche, allerdings lediglich repräsentative Aufwertung. Der neue Fürstbischof bestimmte seinen Bruder, Valentin Echter von Mespelbrunn, zum Amtmann von Volkach. Ihm ist auch die Errichtung des repräsentativen Amtshauses an der Hauptstraße zu verdanken, das in den folgenden Jahren der Sitz des Amtmannes wurde.
Im Jahr 1698 erfuhr das Amt abermals eine Erweiterung. Die Ortschaften Escherndorf, Köhler und Untereisenheim wurden dem Amt Prosselsheim entnommen und Volkach zugeordnet. Ferner besaß der Amtmann Gewalt über Untertanen in den Klosterdörfern Sommerach und Nordheim am Main, für die jedoch größtenteils der Abt von Münsterschwarzach zuständig war. Am Ende des 17. Jahrhunderts huldigten 552 Bürger dem neuen Bischof Johann Philipp von Greiffenclau-Vollraths.
Wie oben erwähnt, fanden in Volkach – als Stadt bot sie dem durchreisenden Bischof mehr Schutz – Huldigungen des Landesherrn statt. Hierzu reisten die Bewohner der Ämter Prosselsheim und Klingenberg sowie die des Dorfs Astheim nach Volkach. Nach der Auflösung des Hochstifts Würzburg im Jahr 1802 wurde das Amt Volkach 1804 aufgelöst und in ein kurbayerisches Landgericht älterer Ordnung umgewandelt.

## Amtmänner (Auswahl)
Nach der Errichtung des fürstbischöflichen Amtes Hallburg auf der gleichnamigen Burg, erhielten den Posten des Amtmannes bald die Casteller Ministerialen Zollner von Hallburg übertragen. Ihre Familie hatte das Amt, mit kurzen Unterbrechungen, bis 1542 inne. Mit der Verlegung in die Stadt Volkach wechselten die Geschlechter, die den Posten als Amtmann innehatten, häufig rekrutierten sie sich aus den Rittergeschlechtern des Kantons Steigerwald. Besonders einflussreich waren die Echter von Mespelbrunn, unter denen das repräsentative Amtshaus an der Hauptstraße entstand.

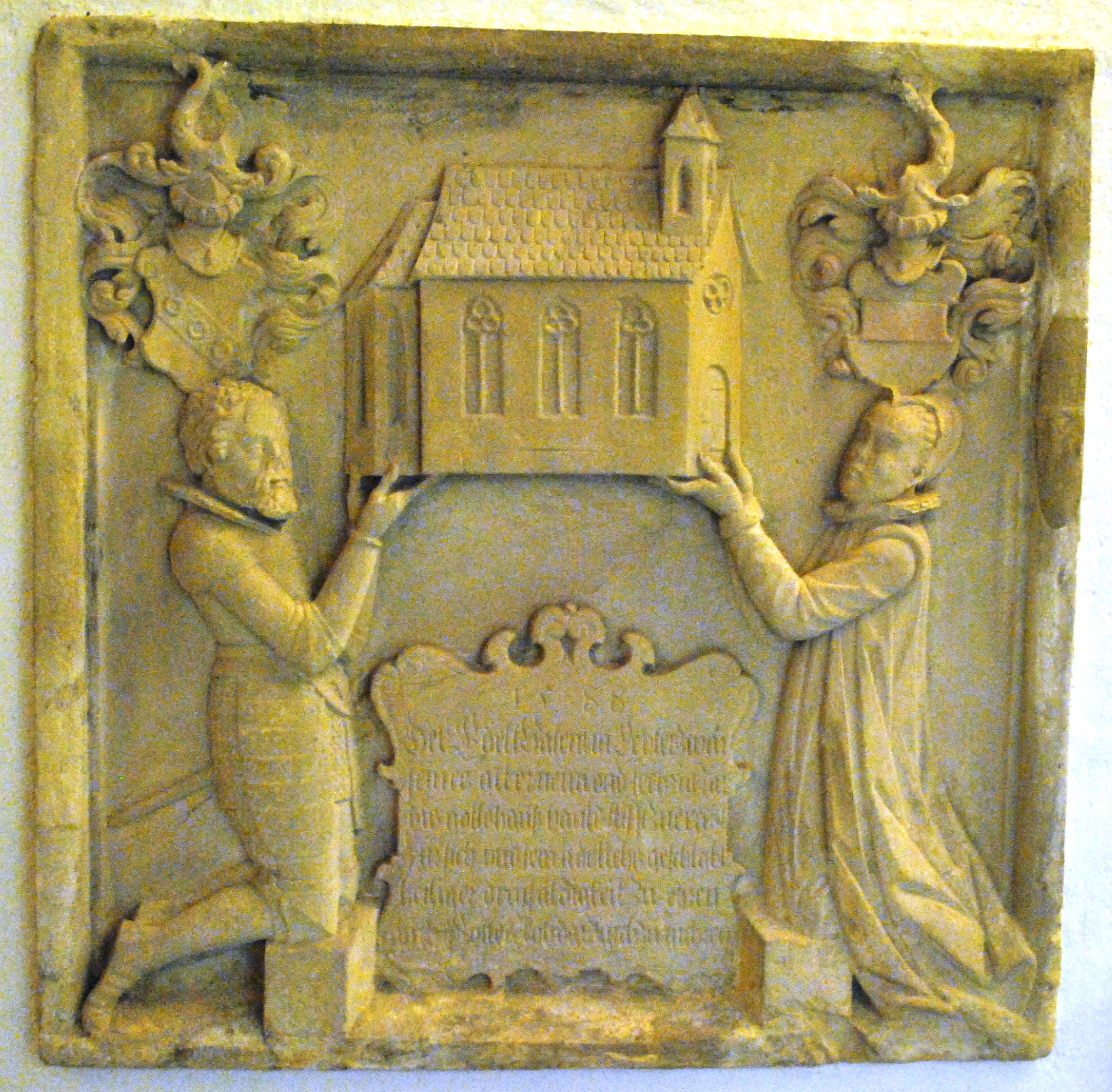
Stifterrelief Valentin Echter von Mespelbrunn

- Thein von Lichtenstein (gen. 1345)
- Stephan Zollner von Hallburg (gen. 1376)
- Caspar von Schaumberg († 1536)
- Seifried Truchseß zum Dürrenhof (gen. 1538)
- Jörg Schrimpf zu Poppenlauer (gen. 1540)
- Erhard Zollner von Hallburg (1540–1542)
- Philipp Truchseß von Pommersfelden (gen. 1547)
- Hans von Grumbach (gen. 1548 und 1552)
- Valentin Echter von Mespelbrunn (1580–1624)
- Johann Wilhelm Lay (1631–1634, Sitz in Gerolzhofen)
- Johann Conrad Philipp Ignatius von Tastungen (gen. 1688)
- Kaspar Freiherr von Stein (gen. 1698)
- Georg Philipp Freiherr Kottwitz von Aulenbach
- Johann Gottfried von Greiffenclau (1713–?)